# Pan de soda

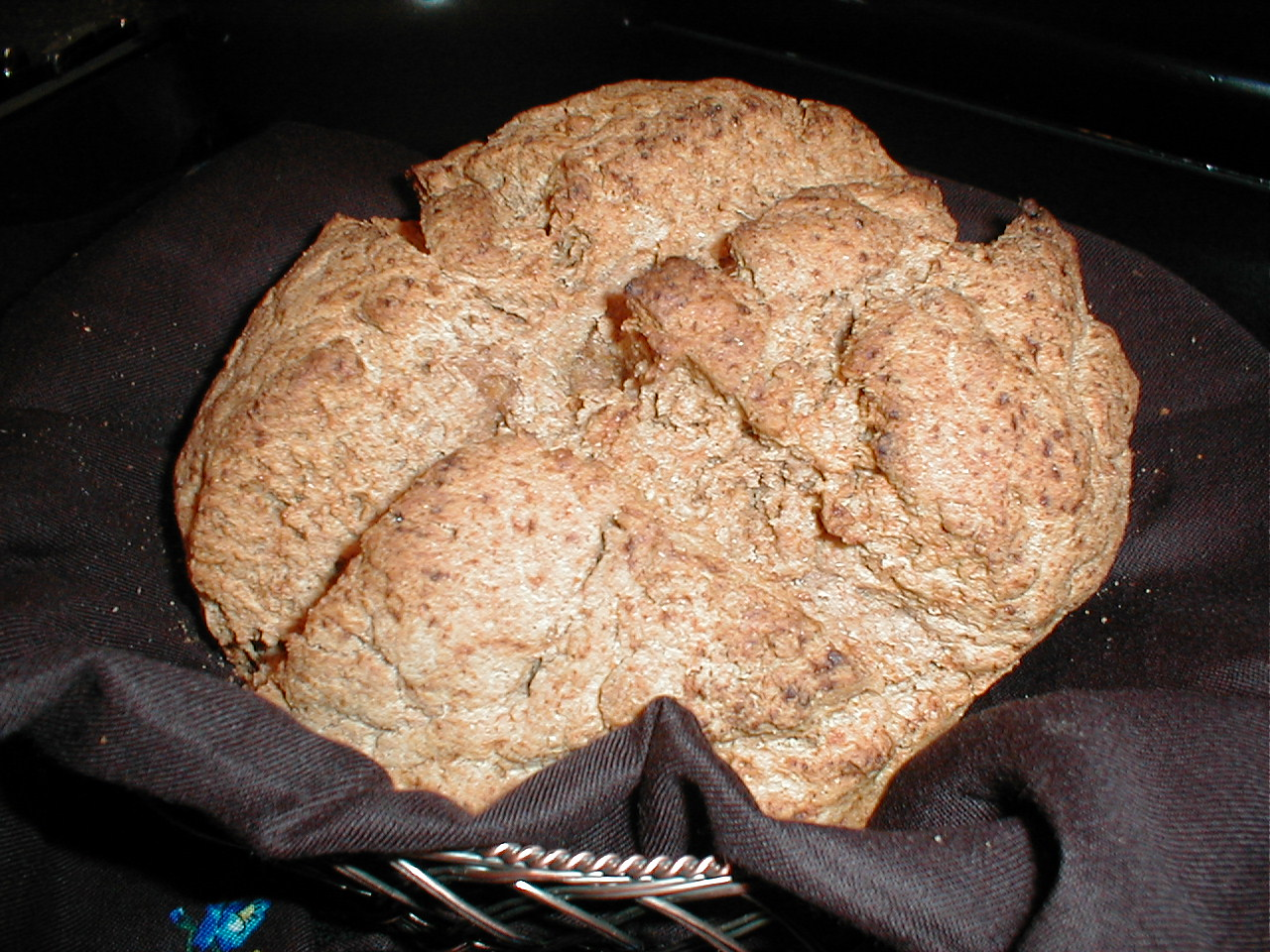
Pan de soda integral.

El pan de soda (soda bread en inglés) es un tipo de pan en el cual la levadura ha sido sustituida por bicarbonato sódico. Los ingredientes tradicionalmente utilizados en el pan de soda son harina, bicarbonato sódico, sal y suero de mantequilla o leche agria. Otros ingredientes opcionales pueden añadirse a la mezcla, como las pasas y los frutos secos.

## Características
El suero de mantequilla contiene ácido láctico, que reacciona con el bicarbonato de sodio para formar diminutas burbujas de dióxido de carbono. El pan suele secarse rápidamente, es mejor servido caliente o tostado en el horno. En Irlanda, por lo general, la harina se hace de trigo blando por lo que la harina recomendada es la de repostería, ya que contiene menores niveles de gluten.
Es un pan de miga densa.
Al no llevar levadura fresca de panadería ni necesitar reposos ni fermentaciones, se trata de un pan para emergencias sanitarias.

## Historia

### Covid19
Durante los confinamientos domésticos durante la pandemia de COVID-19, al no existir levadura disponible en tiendas, en las casas se utilizó para hacer pan tanto la masa madre, como el bicarbonato (pan de soda, sin leche agría o mantequilla).